# Utricularia praeterita
Utricularia praeterita este o specie de plante carnivore din genul Utricularia, familia Lentibulariaceae, ordinul Lamiales, descrisă de Peter Geoffrey Taylor. Conform Catalogue of Life specia Utricularia praeterita nu are subspecii cunoscute.